# Winterslaap

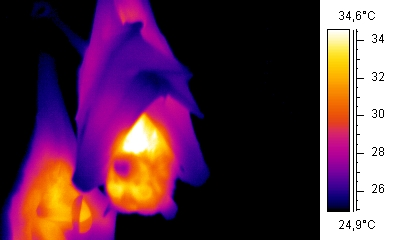
Thermogram van een vliegende hond in winterslaap; de vleugels lijken een soort isolatiedeken, ook valt op dat de neus koeler is dan de rest van het lichaam.

De winterslaap, ook wel hibernatie is een staat van voortdurende hypothermie (lage lichaamstemperatuur). Deze kan een lange periode duren, een aantal dagen, enkele weken en soms zelfs tot 8 maanden. Het evolutionaire voordeel van het houden van een winterslaap is dat een dier tijdens de winter kan overleven, zonder energie te hoeven besteden aan het zoeken van voedsel, dat dan moeilijk is te vinden. Door in winterslaap te gaan houden sommige dieren hun energie juist vast.
Tijdens de winterslaap vertraagt de stofwisseling van een dier tot een zeer laag niveau. Dit wordt bereikt door een verlaging van de lichaamstemperatuur, het ademhalingsritme en het hartritme. Door gebruik te maken van vetreserves die tijdens de actieve maanden werden opgeslagen, kan het dier het zo langere tijd uithouden. Zoogdieren die een winterslaap houden, kunnen na afloop hun lichaamstemperatuur normaliseren door middel van warmteproductie in bruin vetweefsel.
Sommige dieren die een winterslaap houden, bewegen enkele keren in hun slaap, andere dieren slapen het gehele seizoen aan een stuk door.
Voorbeelden van zoogdieren die een winterslaap houden zijn vleermuizen en egels. Ook sommige reptielen, zoals bepaalde soorten schildpadden en slangen, en amfibieën houden een winterslaap.
Van de nuttalls nachtzwaluw is bekend dat deze als een van de weinige vogels een winterslaap houdt. Ook sommige regenwormen houden een soort winterslaap.
Dieren die in het water leven, kunnen onder of boven water een winterslaap houden. Zo doet de roodwangschildpad dit onder water. De schildpad graaft zich op de bodem van een vijver in de modder in.
Van beren wordt onterecht wel gedacht dat ze een winterslaap houden. Het gaat hierbij om een winterrust; de hartslag vertraagt weliswaar, maar de lichaamstemperatuur blijft vrij constant. Een beer kan dan ook gemakkelijk wakker worden gemaakt. Andere niet-winterslapers die ten onrechte als zodanig worden aangezien zijn de das, de wasbeer en de opossum.
Alvorens een winterslaap te houden, eten de meeste soorten grote hoeveelheden voedsel en slaan zo energie op in vetreserves. Sommige zoogdieren houden een winterslaap terwijl het vrouwtje drachtig is. De jongen worden geboren nadat het vrouwtje uit de winterslaap is ontwaakt.
Wanneer een dier in de zomer in een staat verkeert die op de winterslaap lijkt, wordt dit estivatie of zomerslaap genoemd.